# ダムシュン県
ダムシュン県（ダムシュンけん）は中華人民共和国チベット自治区ラサ市の県の一つ。1959年に設置した県級の地方自治体。県政府所在地はタンチュカ鎮（当曲卡鎮）。
自治区の中部、ナムツォの東南に位置する。

## 歴史
ダムシュンはチベット語で「選ばれた牧草地」を意味する。
- 中国による県の設立以前、この地域は当雄宗・白倉宗・羊井宗と四つの熱振寺の管轄する部落に分かれていた。詳細は「ダム (チベット)を参照。
- 1959年建県し、ラサ市管轄になる。県政府所在地は中嘎村。
- 1960年、県政府所在地がタンチュカ鎮（当曲卡鎮）へ移る。

## 行政区画
2鎮、6郷を管轄：
- 鎮：タンチュカ鎮（当曲卡鎮）、羊八井鎮
- 郷：格達郷、寧中郷、公塘郷、竜仁郷、烏瑪塘郷、納木湖郷

## 関連項目

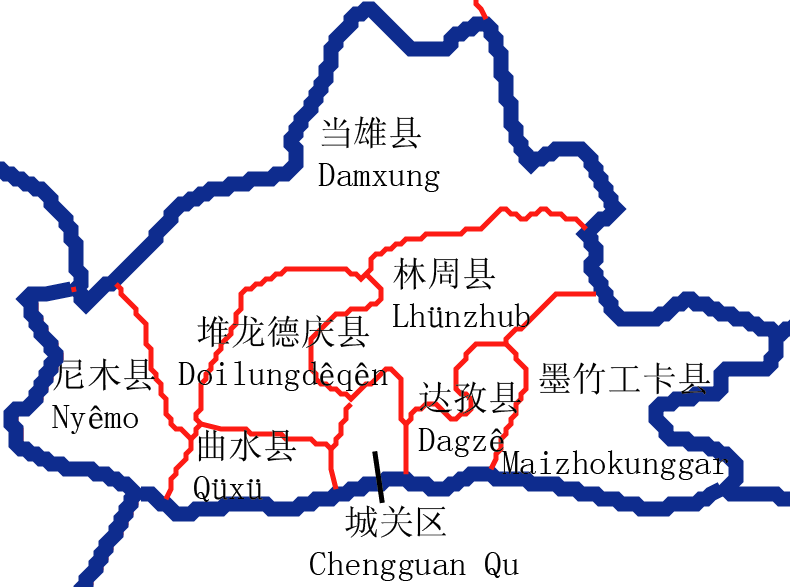
ラサ市の行政区画

## 交通

### 鉄道
- 中国国家鉄路集団
  - 青蔵鉄道

（西寧方面）- ウマタン駅 - ダムシュン駅 - 達瓊果駅 - ヤンパチャン駅 - ヤンパチェン駅 -（ラサ方面）

### 道路
- 高速道路
  -  京蔵高速道路
- 国道
  - G109国道